# Giuseppe Gugino
Giuseppe Gugino (Vallelunga Pratameno, 1843 – Canicattì, 19 settembre 1917) è stato un giurista italiano, due volte rettore dell'Università degli Studi di Palermo negli anni 90 del XIX secolo.

## Biografia
Fu l'iniziatore della scuola romanistica palermitana, che avrebbe visto tra i suoi allievi Salvatore Riccobono, Salvatore Di Marzo  e Giovanni Baviera.
Iniziò gli studi giuridici a Roma e a Napoli e si specializzò in Germania, dove visse a lungo e fu allievo di Karl Georg Bruns. Tenne quindi la cattedra di Diritto Romano nell'Università degli Studi di Palermo. Del periodo tedesco è il Trattato storico della procedura civile romana, che pubblicò a Palermo nel 1873. 
Fu Preside della facoltà di Giurisprudenza dal 1890 al 1893, due volte Rettore dell'Università di Palermo (1893-1895 e 1898-1899) e, dal 1901 fino alla morte, avvenuta nel 1917, ancora preside a giurisprudenza.